# Diadelioides exiguus
Diadelioides exiguus là một loài bọ cánh cứng trong họ Cerambycidae.